# Microgale majori
Espèce
Répartition géographique
Statut de conservation UICN

 LC  : Préoccupation mineure
Microgale majori, aussi appelée Musaraigne de Major est une espèce de petit mammifère insectivore de la famille des Tenrecidae. Cette musaraigne est endémique de Madagascar.